# Atletismo nos Jogos Olímpicos de Verão de 2020 - Revezamento 4x400 m misto
O evento do revezamento 4x400 m misto nos Jogos Olímpicos de Verão de 2020 aconteceu nos dias 30 e 31 de julho de 2021 no Estádio Olímpico. Competiram 15 equipes, cada um composta por quatro atletas, duas mulheres e dois homens, além de eventuais reservas.

## Qualificação
Os Comitês Olímpicos Nacionais (CONs) podem qualificar uma equipe de revezamento de uma das três maneiras a seguir:
- Os 8 primeiros CONs do Campeonato Mundial de Atletismo de 2019 qualificaram uma equipe de revezamento.
- Os 8 primeiros CONs no Campeonato Mundial de Revezamentos de 2021 qualificaram uma equipe de revezamento.
- Caso um CON tenha se colocado entre os 8 primeiros tanto no Campeonato Mundial quanto no Mundial de Revezamentos, a vaga foi alocada para o CON melhor ranqueado em 29 de junho de 2021. Foi o caso de três equipes, fazendo com que três vagas ficassem disponíveis através do ranking mundial.

O período de qualificação foi originalmente de 1 de maio de 2019 a 29 de junho de 2020. Devido à pandemia de COVID-19, o período foi suspenso de 6 de abril de 2020 a 30 de novembro de 2020, com a data final estendida para 29 de junho de 2021. Os padrões de tempo de qualificação poderiam ser obtido em várias competições durante o período determinado que tenham a aprovação da IAAF. Tanto competições ao ar livre quanto em recinto fechado eram elegíveis para a qualificação. Os campeonatos continentais mais recentes podem ser contados no ranking, mesmo que não durante o período de qualificação

## Formato
O evento usou o formato de duas fases (eliminatórias e final) introduzido em 2012 para as provas de revezamento. São 2 baterias iniciais, com as 3 primeiras equipes em cada uma e as 2 com os melhores tempos no geral avançando para a final.

## Calendário
Horário local (UTC +9)
| 30 de julho   | 31 de julho |
| 20:00         | 21:35       |
| ------------- | ----------- |
| Eliminatórias | Final       |

## Medalhistas
|  | POL Polônia |  | DOM República Dominicana                                                                |  | USA Estados Unidos |
|  | Kajetan Duszyński Natalia Kaczmarek Justyna Święty-Ersetic Karol Zalewski Dariusz Kowaluk[EL] Iga Baumgart[EL] Małgorzata Hołub-Kowalik[EL] |  | Lidio Andrés Feliz Marileidy Paulino Anabel Medina Alexander Ogando Luguelín Santos[EL] |  | Kendall Ellis Vernon Norwood Trevor Stewart Kaylin Whitney Elija Godwin[EL] Lynna Irby[EL] Taylor Manson[EL] Bryce Deadmon[EL] |

EL. ^ Participaram apenas das eliminatórias, mas receberam medalhas

## Recordes
Antes desta competição, os recordes mundiais, olímpicos e regionais da prova eram os seguintes:
| Tipo | Atleta                                                                            | Tempo   | Local | Data                   |
| ---- | --------------------------------------------------------------------------------- | ------- | ----- | ---------------------- |
|      | Estados Unidos · Wilbert London · Allyson Felix · Courtney Okolo · Michael Cherry | 3:09.34 | Doha  | 29 de setembro de 2019 |
|      | Evento inaugural                                                                  | —       |       |                        |

### Por região
| Área                               | Tempo   | Atletas                                                                   | Nação          |
| ---------------------------------- | ------- | ------------------------------------------------------------------------- | -------------- |
| África                             | 3:16.90 | Jared Nyambweke Momanyi Maureen Nyatichi Thomas Hellen Syombua Aron Koech | Quênia         |
| Ásia                               | 3:11.82 | Musa Isah Aminat Yusuf Jamal Salwa Eid Naser Abbas Abubakar Abbas         | Bahrein        |
| Europa                             | 3:12.27 | Rabah Yousif Zoey Clark Emily Diamond Martyn Rooney                       | Reino Unido    |
| América do Norte, Central e Caribe | 3:09.34 | Wilbert London Allyson Felix Courtney Okolo Michael Cherry                | Estados Unidos |
| Oceania                            | 3:18.55 | Steven Solomon Murray Goodwin Anneliese Rubie Ella Connolly               | Austrália      |
| América do Sul                     | 3:16.12 | Anderson Henriques Tiffani Marinho Geisa Coutinho Lucas Carvalho          | Brasil         |

Os seguintes novos recordes foram estabelecidos durante esta competição:
| Data        | Prova | Atleta                                                                    | CON     | Tempo   | Recordes         |
| ----------- | ----- | ------------------------------------------------------------------------- | ------- | ------- | ---------------- |
| 31 de julho | Final | Karol Zalewski Natalia Kaczmarek Justyna Święty-Ersetic Kajetan Duszyński | Polônia | 3:09.87 | Recorde olímpico |

Os seguintes recordes nacionais foram estabelecidos durante a competição:
| CON                  | Atletas                                                                                      | Rodada        | Tempo   | Notas                 |
| -------------------- | -------------------------------------------------------------------------------------------- | ------------- | ------- | --------------------- |
| República Dominicana | Lidio Andrés Feliz, Marileidy Paulino, Anabel Medina, Luguelín Santos                        | Eliminatórias | 3:12.74 |                       |
| República Dominicana | Lidio Andrés Feliz, Marileidy Paulino, Anabel Medina, Alexander Ogando                       | Final         | 3:10.21 |                       |
| Bélgica              | Alexander Doom, Imke Vervaet, Camille Laus, Jonathan Borlée                                  | Eliminatórias | 3:12.75 |                       |
| Bélgica              | Dylan Borlée, Imke Vervaet, Camille Laus, Jonathan Borlée                                    | Final         | 3:11.51 |                       |
| Países Baixos        | Jochem Dobber, Lieke Klaver, Lisanne de Witte, Ramsey Angela                                 | Eliminatórias | 3:10.69 |                       |
| Países Baixos        | Liemarvin Bonevacia, Lieke Klaver, Femke Bol, Ramsey Angela                                  | Final         | 3:10.36 |                       |
| Polônia              | Dariusz Kowaluk, Iga Baumgart-Witan, Małgorzata Hołub-Kowalik, Kajetan Duszyński             | Eliminatórias | 3:10.44 | ,                     |
| Polônia              | Karol Zalewski, Natalia Kaczmarek, Justyna Święty-Ersetic, Kajetan Duszyński                 | Final         | 3:09.87 | ,                     |
| Jamaica              | Sean Bailey, Junelle Bromfield, Stacey-Ann Williams, Karayme Bartley                         | Eliminatórias | 3:11.76 |                       |
| Grã-Bretanha         | Cameron Chalmers, Zoey Clark, Emily Diamond, Lee Thompson                                    | Eliminatórias | 3:11.95 |                       |
| Irlanda              | Cillin Greene, Phil Healy, Sophie Becker, Christopher O'Donnell                              | Eliminatórias | 3:12.88 |                       |
| Alemanha             | Marvin Schlegel, Corinna Schwab, Ruth Spelmeyer, Manuel Sanders                              | Eliminatórias | 3:12.94 |                       |
| Espanha              | Samuel García, Laura Bueno, Aauri Bokesa, Bernat Erta                                        | Eliminatórias | 3:13.29 |                       |
| Itália               | Edoardo Scotti, Alice Mangione, Rebecca Borga, Vladimir Aceti                                | Eliminatórias | 3:13.51 |                       |
| Nigéria              | Ifeanyi Emmanuel Ojeli, Imaobong Nse Uko, Samson Oghenewegba Nathaniel, Patience Okon George | Eliminatórias | 3:13.60 | Recorde africano      |
| Brasil               | Pedro Burmann de Oliveira, Tiffani Marinho, Tábata de Carvalho, Anderson Henriques           | Eliminatórias | 3:15.89 | Recorde sul-americano |

## Resultados

### Eliminatórias
Regra de qualificação: as 3 primeiras equipes de cada bateria (Q) e as seguintes 2 com tempos mais rápidos (q) avançam a final.

#### Bateria 1
| Pos. | Raia | CON                      | Atletas                                                                                      | Reação | Tempo   | Notas            |
| ---- | ---- | ------------------------ | -------------------------------------------------------------------------------------------- | ------ | ------- | ---------------- |
| 1    | 3    | USA Estados Unidos       | Elija Godwin, Lynna Irby, Taylor Manson, Bryce Deadmon                                       | 0.182  | 3:11.39 | Q,               |
| 2    | 7    | DOM República Dominicana | Lidio Andrés Feliz, Marileidy Paulino, Anabel Medina, Luguelín Santos                        | 0.253  | 3:12.74 | Q,               |
| 3    | 2    | BEL Bélgica              | Alexander Doom, Imke Vervaet, Camille Laus, Jonathan Borlée                                  | 0.177  | 3:12.75 | Q,               |
| 4    | 5    | IRL Irlanda              | Cillin Greene, Phil Healy, Sophie Becker, Christopher O'Donnell                              | 0.137  | 3:12.88 | q,               |
| 5    | 4    | GER Alemanha             | Marvin Schlegel, Corinna Schwab, Ruth Spelmeyer, Manuel Sanders                              | 0.189  | 3:12.94 | qR,              |
| 6    | 6    | ESP Espanha              | Samuel García, Laura Bueno, Aauri Bokesa, Bernat Erta                                        | 0.176  | 3:13.29 | Recorde nacional |
| 7    | 8    | NGR Nigéria              | Ifeanyi Emmanuel Ojeli, Imaobong Nse Uko, Samson Oghenewegba Nathaniel, Patience Okon George | 0.196  | 3:13.60 | Recorde africano |

#### Bateria 2
| Pos. | Raia | CON               | Atletas                                                                            | Reação | Tempo   | Notas                 |
| ---- | ---- | ----------------- | ---------------------------------------------------------------------------------- | ------ | ------- | --------------------- |
| 1    | 2    | POL Polônia       | Dariusz Kowaluk, Iga Baumgart, Małgorzata Hołub-Kowalik, Kajetan Duszyński         | 0.156  | 3:10.44 | Q, ,                  |
| 2    | 9    | NED Países Baixos | Jochem Dobber, Lieke Klaver, Lisanne de Witte, Ramsey Angela                       | 0.178  | 3:10.69 | Q,                    |
| 3    | 5    | JAM Jamaica       | Sean Bailey, Junelle Bromfield, Stacey-Ann Williams, Karayme Bartley               | 0.180  | 3:11.76 | Q                     |
| 4    | 6    | GBR Grã-Bretanha  | Cameron Chalmers, Zoey Clark, Emily Diamond, Lee Thompson                          | 0.189  | 3:11.95 | q,                    |
| 5    | 7    | ITA Itália        | Edoardo Scotti, Alice Mangione, Rebecca Borga, Vladimir Aceti                      | 0.184  | 3:13.51 | Recorde nacional      |
| 6    | 4    | UKR Ucrânia       | Mykyta Barabanov, Kateryna Klymyuk, Alina Lohvynenko, Oleksandr Pohorilko          | 0.157  | 3:14.21 |                       |
| 7    | 8    | BRA Brasil        | Pedro Burmann de Oliveira, Tiffani Marinho, Tábata de Carvalho, Anderson Henriques | 0.185  | 3:15.89 | Recorde sul-americano |
| 8    | 3    | IND Índia         | Muhammed Anas, Revathi Veeramani, Subha Venkatesan, Arokia Rajiv                   | 0.158  | 3:19.93 |                       |

### Final
A final foi disputada em 31 de julho, às 21:35 locais.
| Pos.              | Raia | CON                      | Atletas                                                                      | Reação | Tempo   | Notas                |
| ----------------- | ---- | ------------------------ | ---------------------------------------------------------------------------- | ------ | ------- | -------------------- |
| Medalha de ouro   | 5    | POL Polônia              | Karol Zalewski, Natalia Kaczmarek, Justyna Święty-Ersetic, Kajetan Duszyński | 0.157  | 3:09.87 | Recorde olímpico     |
| Medalha de prata  | 6    | DOM República Dominicana | Lidio Andrés Feliz, Marileidy Paulino, Anabel Medina, Alexander Ogando       | 0.184  | 3:10.21 | Recorde nacional     |
| Medalha de bronze | 4    | USA Estados Unidos       | Trevor Stewart, Kendall Ellis, Kaylin Whitney, Vernon Norwood                | 0.167  | 3:10.22 | Recorde da temporada |
| 4                 | 7    | NED Países Baixos        | Liemarvin Bonevacia, Lieke Klaver, Femke Bol, Ramsey Angela                  | 0.209  | 3:10.36 | Recorde nacional     |
| 5                 | 8    | BEL Bélgica              | Dylan Borlée, Imke Vervaet, Camille Laus, Kevin Borlée                       | 0.165  | 3:11.51 | Recorde nacional     |
| 6                 | 2    | GBR Grã-Bretanha         | Niclas Baker, Nicole Yeargin, Emily Diamond, Cameron Chalmers                | 0.169  | 3:12.07 |                      |
| 7                 | 9    | JAM Jamaica              | Sean Bailey, Stacey-Ann Williams, Tovea Jenkins, Karayme Bartley             | 0.208  | 3:14.95 |                      |
| 8                 | 1    | IRL Irlanda              | Cillin Greene, Phil Healy, Sophie Becker, Christopher O'Donnell              | 0.140  | 3:15.04 |                      |
| —                 | 3    | GER Alemanha             | Marvin Schlegel, Corinna Schwab, Nadine Gonska, Manuel Sanders               | 0.182  | DSQ     | TR 24.6.3            |

Legenda
| Recorde mundial      | Recorde mundial (World record)               |                       | Recorde africano                      | Recorde africano (African) |                                           | Q | Classificado por posição (Qualified) |
| Recorde olímpico     | Recorde olímpico (Olympic record)            | Recorde da América    | Recorde da América (Americas)         | q                          | Classificado por melhor tempo (Qualified) |   |                                      |
| Melhor marca do ano  | Melhor marca do ano (World leading)          | Recorde asiático      | Recorde asiático (Asian)              | DNS                        | Não largou (Did not start)                |   |                                      |
| Recorde nacional     | Recorde nacional (National record)           | Recorde europeu       | Recorde europeu (European)            | DNF                        | Não terminou (Did not finish)             |   |                                      |
| Recorde pessoal      | Recorde pessoal do atleta (Personal best)    | Recorde da Oceania    | Recorde da Oceania (Oceania)          | DSQ / DQ                   | Desclassificado (Disqualified)            |   |                                      |
| Recorde da temporada | Recorde da temporada do atleta (Season best) | Recorde sul-americano | Recorde sul-americano (South America) | NM                         | Sem marca (No mark)                       |   |                                      |